# José Luís Vidigal
José Luís Vidigal, också känd som bara Vidigal, född 15 mars 1973 i Sá da Bandeira, är en portugisisk före detta fotbollsspelare.
Vidigal har elva syskon varav fyra också är fotbollsspelare. Brodern Lito Vidigal har representerat Angola på landslagsnivå.